# إينسلي باتلز
إينسلي باتلز (بالإنجليزية: Ainsley Battles)‏ هو لاعب كرة قدم أمريكية أمريكي، ولد في 6 نوفمبر 1978 في ليلبورن في الولايات المتحدة.

## وصلات خارجية
- إينسلي باتلز على موقع مرجع كرة القدم المحترفة.كوم (الإنجليزية)